# 慎到
慎 到（しん とう）は、中国戦国時代の法家にも道家にも属する思想家。名は、到。宣王 (斉)の時、斉に赴き、稷下の学士として鄒衍・田騈らとともに議論・著述を行った。ほぼ、同時代の商鞅、申不害とともに法家思想を形成した思想家とされる。
紀元前4世紀頃の人とされる。稷下の学士の一人。

## 概要
『史記』巻74の伝によれば、趙の出身で、のち田斉の稷下に遊び、黄老道徳の術を学び、12篇を著わしたとされる。出身地が趙なのに、斉に仕えるところから見ても、稷下の学者村を気に入ったのか、もしくは招かれたのだろう。
宣王、文学遊説の士を喜ぶ。鄒衍、淳于髠、田駢、接予、慎到、環淵の徒の如きより七十六人、皆、列弟を賜い、上大夫と為す。治めずして議論す。是を以て斉の稷下の学士、復た盛んにして、且に数百人ならんとす。
と史記にあるように、稷下の学士の中でも高い地位に就いたのであろう。
彼は、道家と法家との折衷的な思想を唱えたとされ、「尚賢」を否定したとされる。
『荀子』『韓非子』『呂氏春秋』の伝えるところによれば、法を尊んだとされるが、『荘子』では、法を重視しなかったとされる。
著書として『慎子』42篇があったという（『漢書』「芸文志」）が、現存するものは5篇のみであり（明の慎懋賞による校本）、近世以降に偽作された部分も含まれる。現在は、「守山閣叢書」所収の『慎子』七篇の本に基づくのが良いとされる。
著書の『慎子』は、『漢書』「芸文志」・『隋書』「経籍志」・『旧唐書』「経籍志」ともに、法家に含めているが、史記では道家として区別されている。『隋書』・『旧唐書』では、10巻として著録されている。
慎到の思想は、商鞅の思想や申不害の思想とともに韓非へ継承された。

## 思想の特徴
儒家の説く忠臣や有徳者による政治を否定して、尚賢（実力主義）を説き、基本的には政治と官僚体制を重視するものであった。一方で、民に自発的行動能力があることを認め、為政者はことさらな作為を施さなくても自動的に世界が統治されていくという社会体制を理想とする。そうした思想を端的に表す言葉として「天に明有りて人の暗きを憂えず、地に材有りて人の貧しきを憂えず、聖人に徳有りて人の危うきを憂えず」『慎子』威徳篇、「民雑処して各々能くする所有り」『慎子』民雑篇などがある。ここから、慎到の思想は、道家的特色があると評されることもある。
慎到は、「黄老道徳の術を学ぶ」と批評されている。「史記」から
慎到の著としては、『慎子』が伝わっている
。